# Ormsjöolyckan

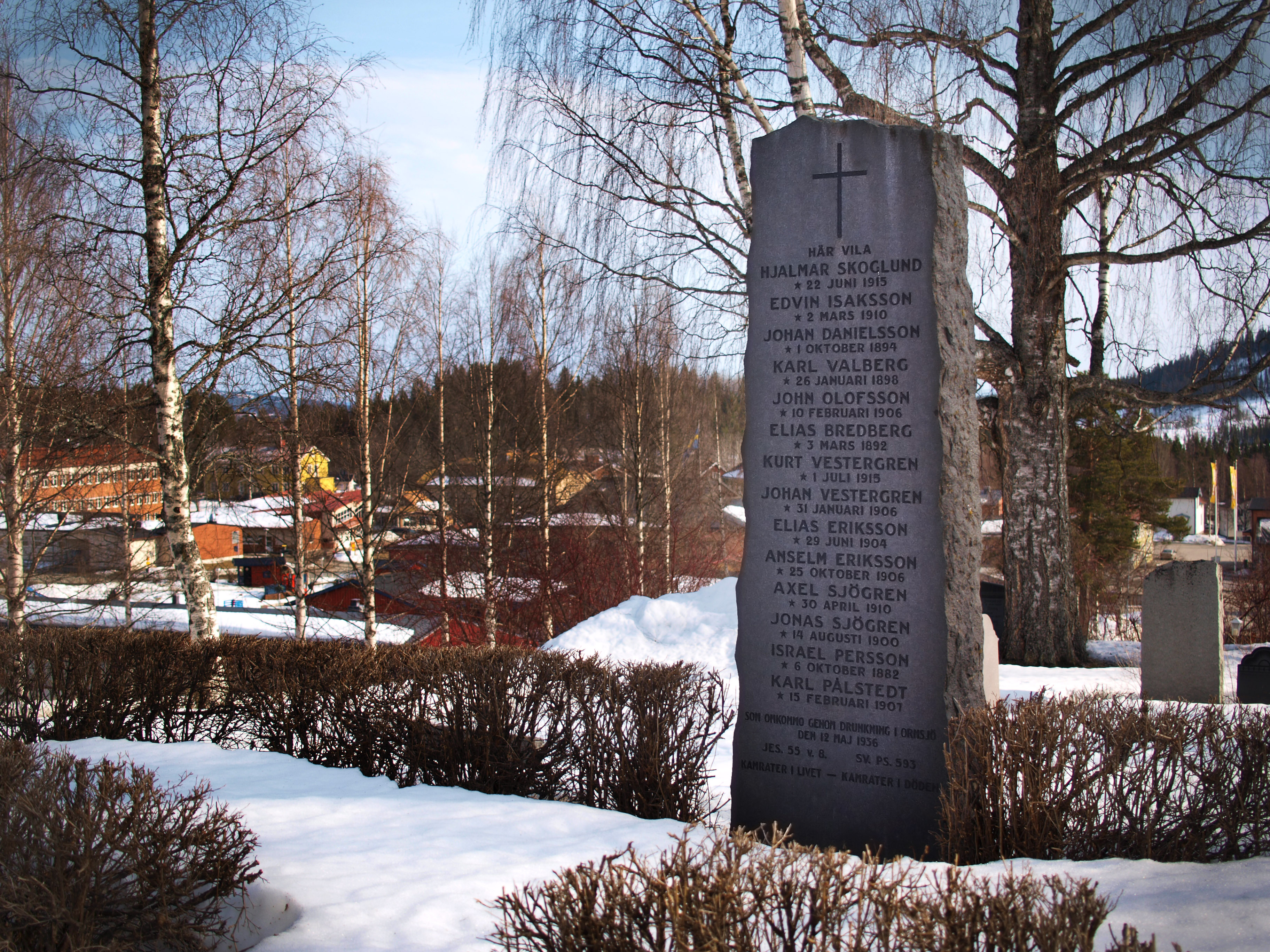
Offren för Ormsjöolyckan finns listade på den gravsten som rests utanför kyrkan i Dorotea.

Ormsjöolyckan var en större drunkningsolycka som krävde 14 människoliv den 12 maj 1936. Olyckan inträffade på Ormsjön i nuvarande Dorotea kommun i södra Lappland. I samband med flottning av timmer kapsejsade en överlastad motorbåt i det kalla vattnet och de flesta flottare som färdats i båten drunknade.

## Förlopp
Vid olyckstillfället den 12 maj hade flottningen för året precis avklarats, vilket sedvanligt markerades genom salut i form av tre dynamitsmällar. Flottningsarbetet hade pågått i högt tempo under det sista dygnet och arbetarna hade låtit bli att sova för att bli klara och få åka hem. 
Det drabbade flottarlaget bestod av 40 personer från byn Ormsjö och närliggande byar. Några av dem tog sig in till land genom att gå på isen med roddbåtar som säkerhet, men 23 personer åkte i en specialbyggd motorbåt. Den var egentligen byggd för max cirka 15 personer och med så många flottare och så mycket packning i båten var den så tungt lastad att relingen bara låg någon decimeter över vattenytan. Överlevande berättade i efterhand att båten gjort en alltför snäv sväng varvid vattnet genast forsade in över relingen. Båten sjönk mycket snabbt, och trots att några av arbetarna lyckades rädda sig antingen till en närliggande holme eller till fast is, drunknade 14 av dem. Förhållandena var svåra eftersom vattnet var kallt och flottningsarbetarna bar tunga kläder och gummistövlar. Dessutom var några av dem inte simkunniga, och de klängde sig fast vid de av kamraterna som kunde simma så att även de drogs ner. 
Katastrofen skedde inför ögonen på många av de anhöriga, och många nybildade familjer drabbades hårt eftersom fadern omkommit. 9 kvinnor förlorade sin make, och 21 barn blev faderlösa. Nyheten fick uppmärksamhet över hela landet, och i länstidningen uppmanades västerbottningarna att hjälpa Ormsjöborna ekonomiskt.

## Offer
| - Hjalmar Skoglund, 20 år - Edvin Isaksson, 26 år - Johan Danielsson, 41 år - Karl Valberg, 38 år - John Olofsson, 30 år | - Elias Bredberg, 42 år - Kurt Vestergren, 20 år - Johan Vestergren, 30 år - Elias Eriksson, 31 år - Anselm Eriksson, 29 år | - Axel Sjögren, 26 år - Jonas Sjögren, 35 år - Israel Persson, 53 år - Karl Pålstedt, 29 år |

## Eftermäle
På kyrkogården i Dorotea restes en minnessten över de omkomna, med underskriften Kamrater i livet - kamrater i döden.
Komministern i Dorotea Alfred Guldbrandzen tog efter olyckan initiativet till uppförandet av ett kapell i Ormsjö. Det invigdes 1944.
Den 14 juli 2004 invigdes ett konstverk till minne av olyckan, längs Konstvägen sju älvar som är ett konstprojekt där verk placeras ut längs bilvägen. Verket, skapat av Monika Larsen Dennis, heter Återkallelse och står i byn Ormsjö. Det är utformat som två bönepallar i marmor, och den som knäfaller där ser ut över sjön där olyckan inträffade.